# アロハ航空

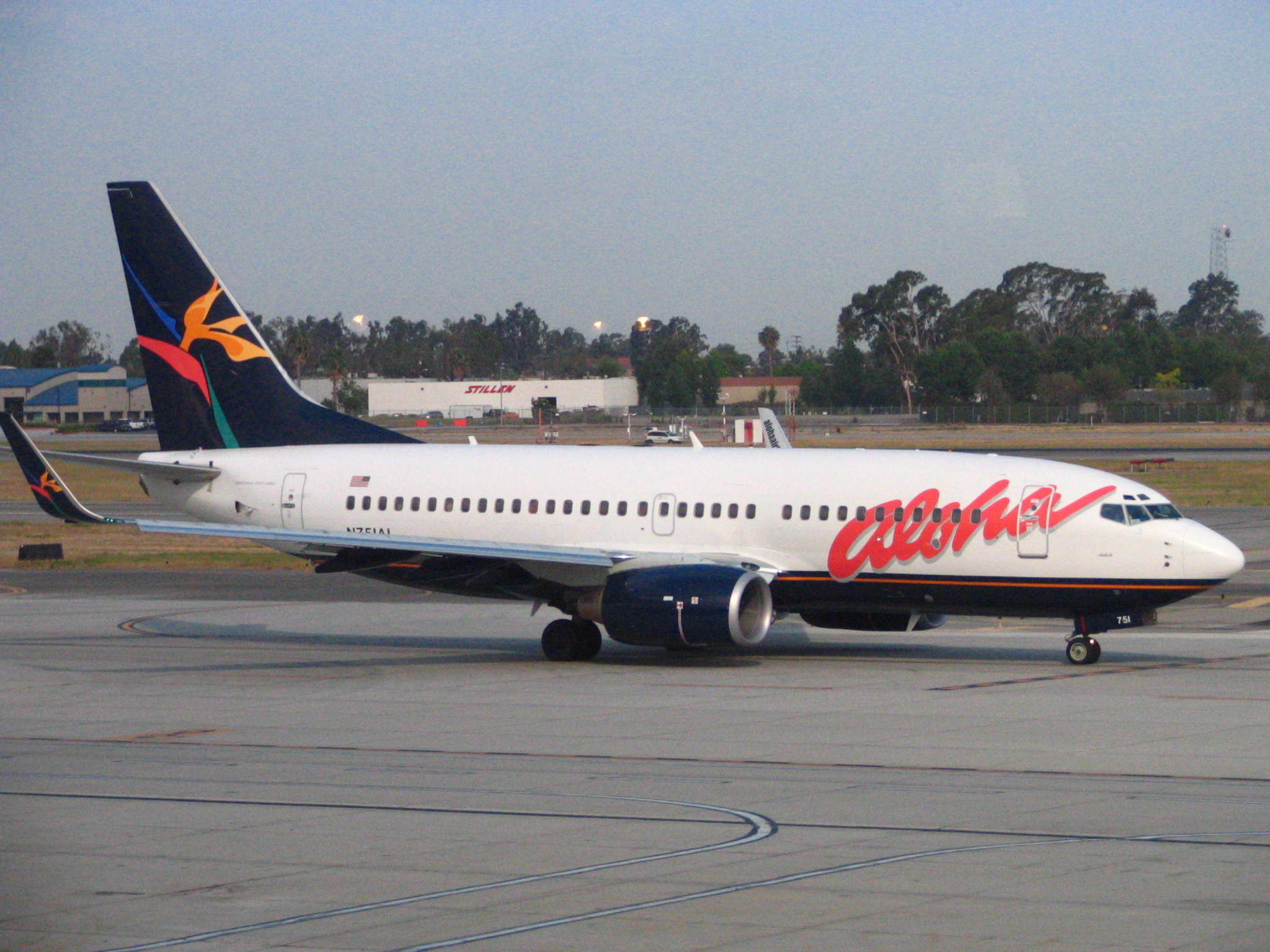
アロハ航空 ボーイング737-700

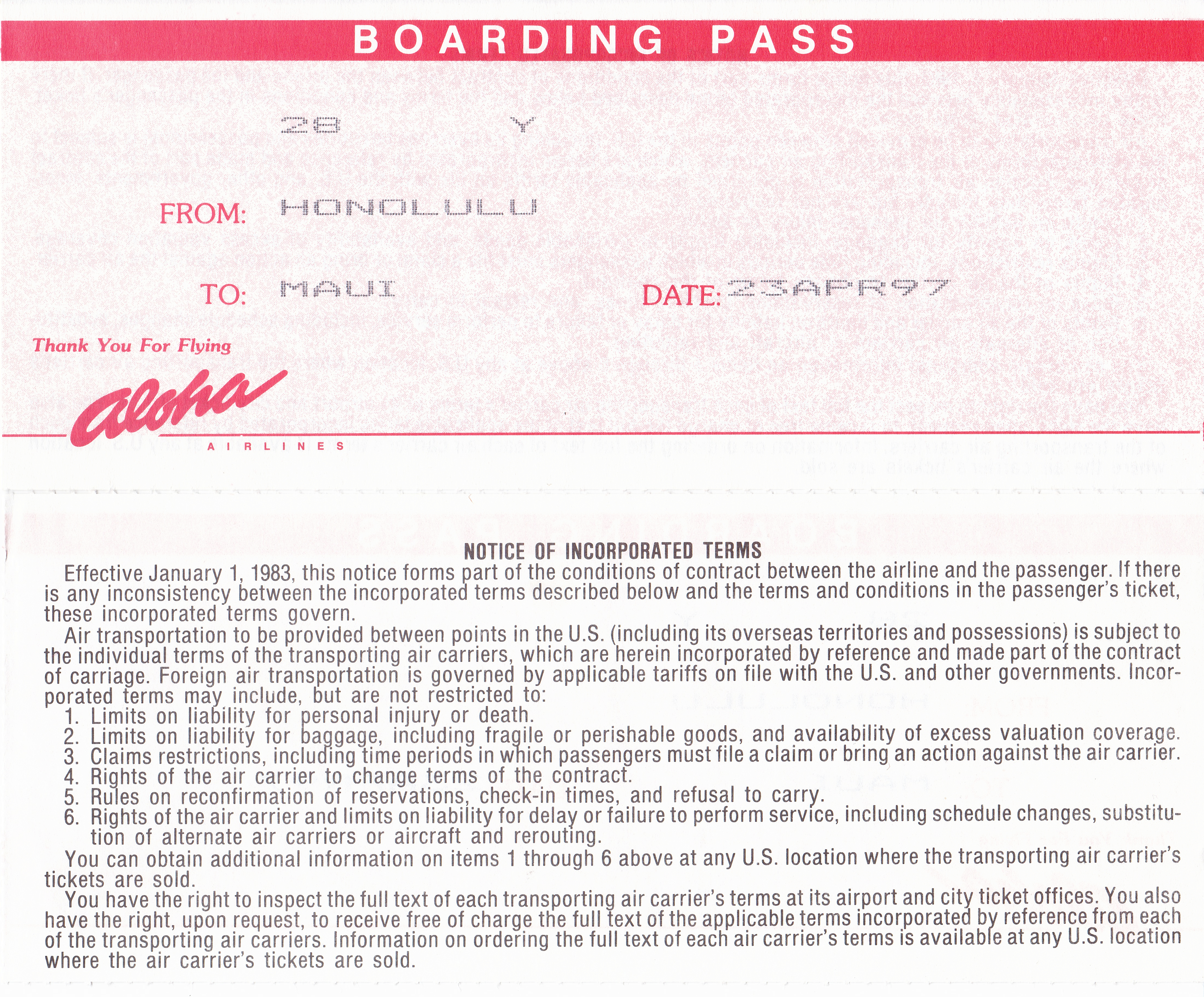
アロハ航空の搭乗券（ホノルル～マウイ）

アロハ航空（アロハこうくう、英: Aloha Airlines）は、かつて存在したアメリカ合衆国の航空会社である。
ハワイ州ホノルルを拠点にハワイ諸島などを結ぶ航路を運航していたが、2008年3月下旬に原油価格の高騰などの影響を受け破産、同年3月31日をもってすべての旅客便の運航を停止、その後、貨物便の運航も停止した。

## 概要
ホノルル国際空港をハブ空港として、ハワイ島、マウイ島等のハワイ諸島間に多くの路線を持っていた。特に、ホノルルとハワイ島等の間にはボーイング737を用いた多頻度のシャトル便運航を行っていた。また、ハワイとアメリカ合衆国本土西海岸のサンフランシスコ、サクラメント、 オレンジ郡等との間でも広範囲に定期便サービスを展開していた。クック諸島のラロトンガ、ジョンストン島、マーシャル諸島のマジュロ環礁、クエゼリン環礁にも国際線を飛ばしていた。
同社のフリークエント・フライヤー・プログラム、アロハパスはユナイテッド航空のマイレージプラス・プログラムのパートナーとなっていた。
最大の競争相手であるハワイアン航空とは過去に何度も合併交渉が行われたが、1970年、1988年、及び2001年の3回とも失敗に終わった。

## 歴史
アロハ航空は現地で出版業を営むルディー・F・トン・シニアによって設立され、1946年7月26日のアロハフライデー (Aloha Friday) の日に運航を開始した。先発の航空会社であるハワイアン航空との競合関係から、当初はチャーター便運航会社「トランス・パシフィック航空」 (Trans Pacific Airlines) としてスタートした。運航後まもなく、"The Aloha Airline"とニックネームで呼ばれるようになり、後に社名も同様に変更された。定期便航空会社としての免許は1949年6月6日に交付された。
- 1958年、デベロッパーの陳雄和が経営権を取得。1987年に陳は同社を個人会社とし、陳一族の同族会社として存続させた。

- 1969年、ジェット機による運航を開始。
- 1983年、フリークエント・フライヤー・プログラム、アロハパス (AlohaPass) を導入。
- 1985年10月、夜間の貨物便サービスを開始。
- 1988年4月28日、アロハ航空243便事故が発生。機体の外壁が飛行中に大破するという大事故であったものの、奇跡的に墜落はせず、死者の数も1人に留まった。アロハ航空243便事故の事故機と同型のボーイング737-200

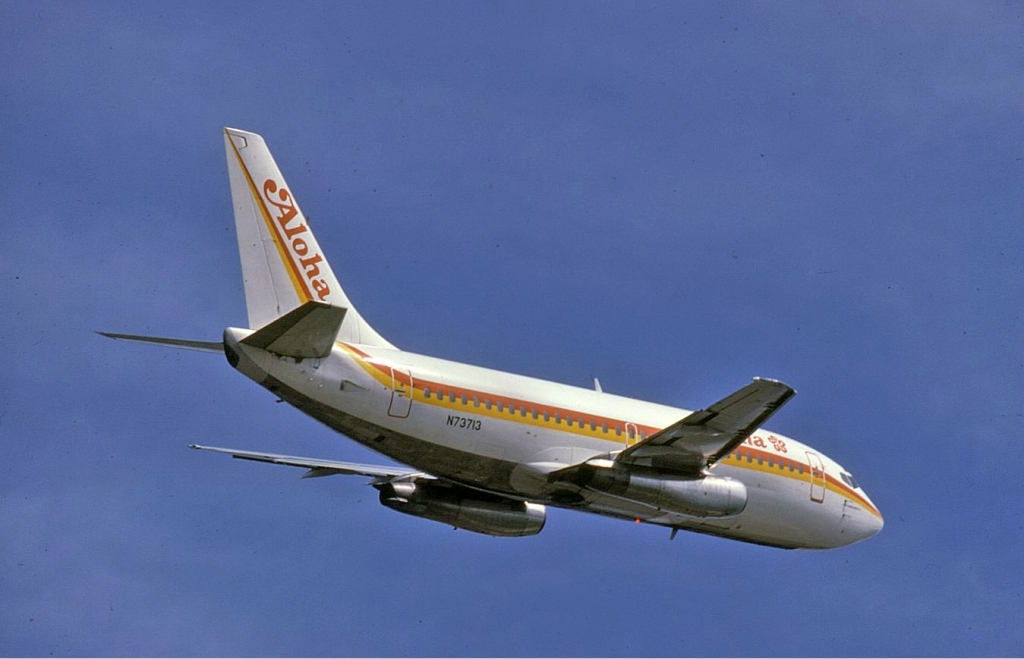
アロハ航空243便事故の事故機と同型のボーイング737-200

- 2000年2月、太平洋横断サービスを開始。
- 2004年12月30日、連邦倒産法第11章適用を申請。
- 2008年3月20日、2度目となる連邦倒産法第11条適用を申請、直後に事業の一部もしくは全体を売却する計画が明らかとなる[1]。
- 2008年3月30日、31日（ハワイ発アメリカ本土行き路線については30日）一杯で全旅客便の運航を停止すると発表した[2][3][4]。アメリカ本土路線についてはユナイテッド航空による通常便振り替え、ハワイ州内路線についてはハワイアン航空による増便でそれぞれ救済対応する。
- 2008年4月1日、ユナイテッド航空機運航による共同運航で成田-ホノルル線を開設する予定であったが、旅客便運航停止に伴い共同運航も撤回となった[5]。

旅客運航停止後も他社の支援を受けながら貨物便の運航は続けたが、現在は別会社であるアロハエアカーゴが貨物業務を継承している。

## 機材
アロハ航空会社が操業を停止した時点で、以下の航空機を運航していた。
| 航空機            | 合計 | 座席数 (ファースト/エコノミー) | ルート                                   | 備考                                                       |
| ----------------- | ---- | ------------------------------ | ---------------------------------------- | ---------------------------------------------------------- |
| ボーイング737-200 | 13   | 127 (-/127)                    | ハワイ諸島間                             |                                                            |
| ボーイング737-700 | 8    | 124 (12/112)                   | アメリカ本土                             |                                                            |
| ボーイング737-800 | 1    | 162 (12/150)                   | アメリカ本土 (主にカフルイ-サクラメント) | トランサヴィア航空からのリース。（2007年11月 - 2008年4月） |

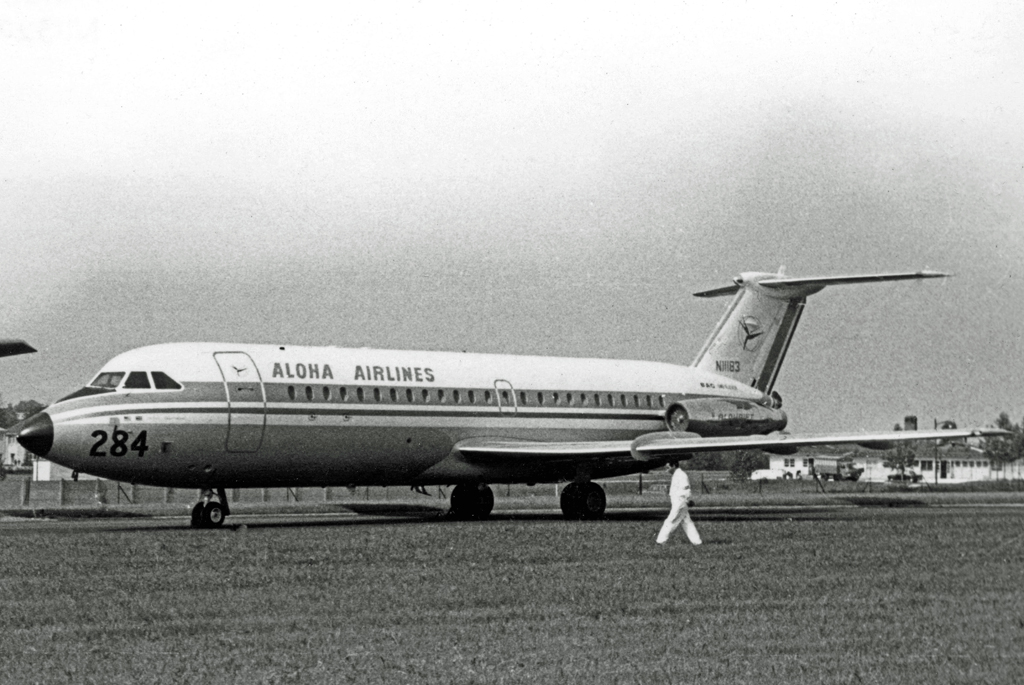
アロハ航空BAC 1-11（1967年）

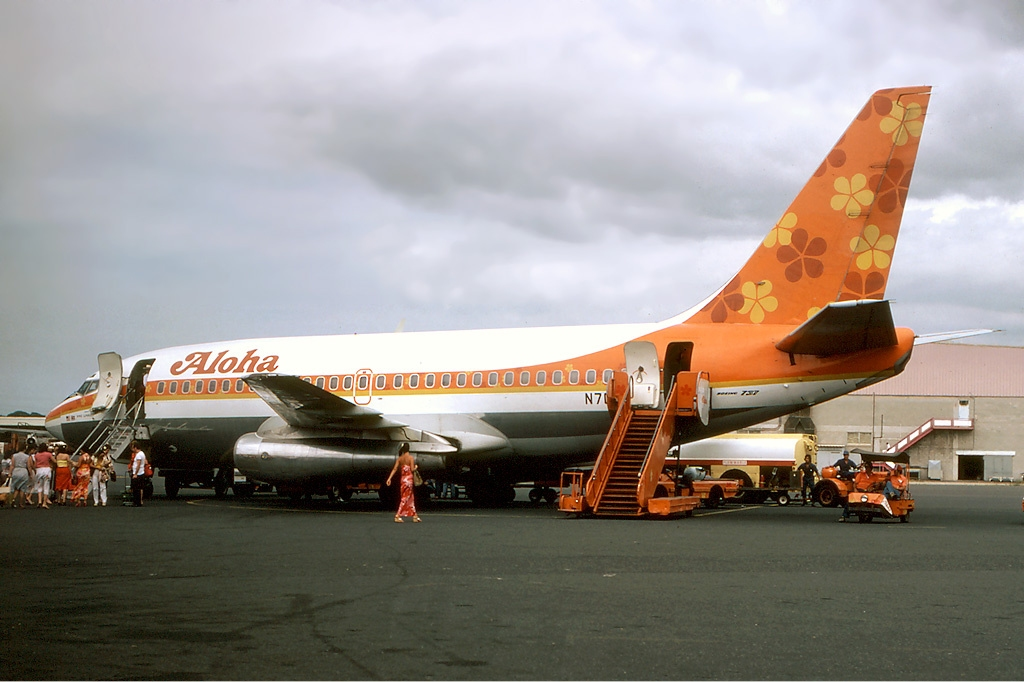
アロハ航空ボーイング737-200（1981年5月）

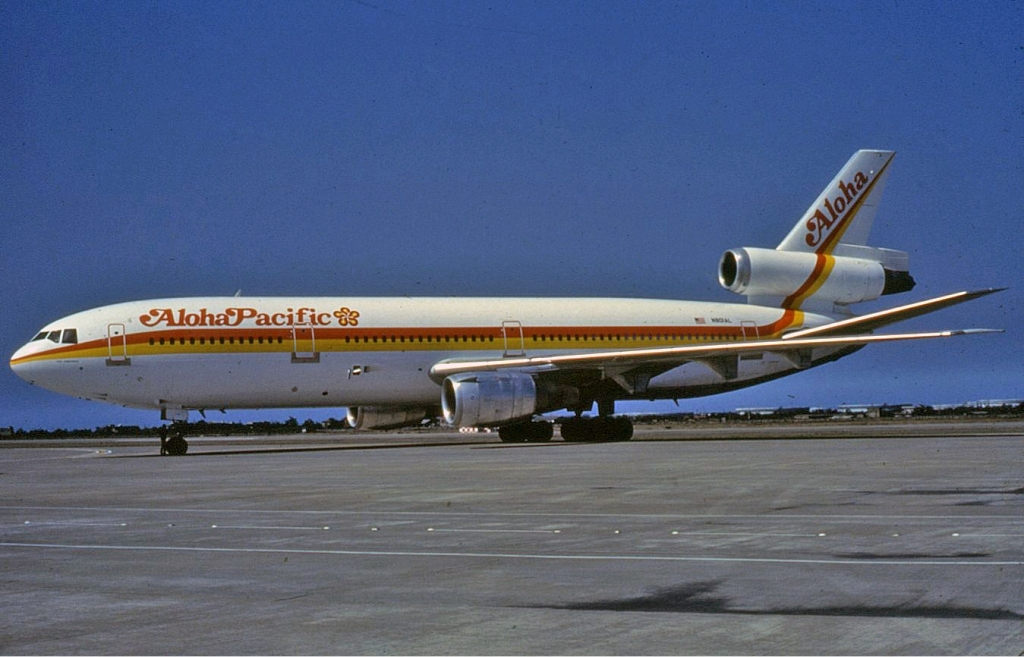
アロハ・パシフィック DC-10-30（1984年7月）

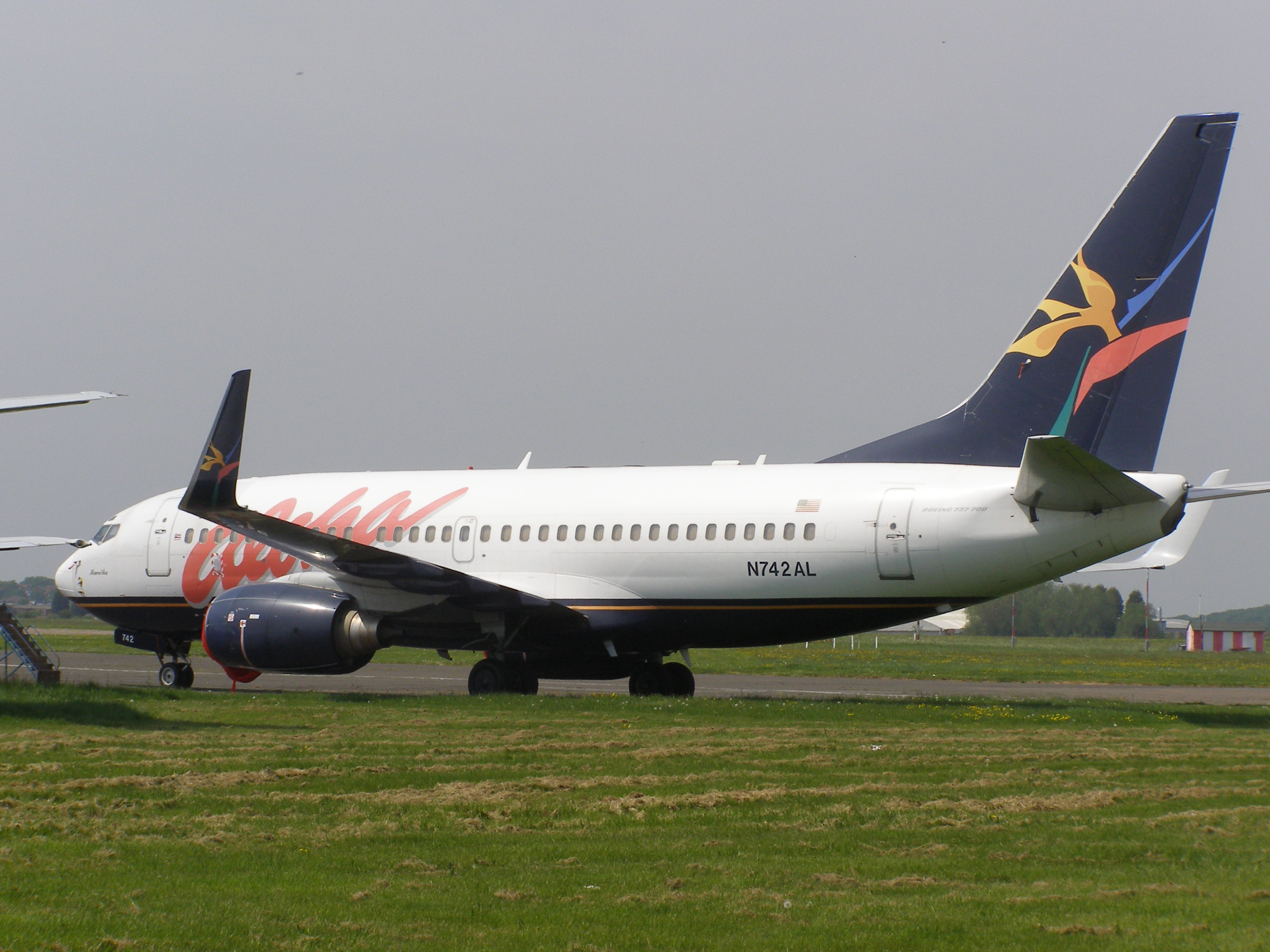
アロハ航空ボーイング737-700WL（2008年）

2008年3月時点で、アロハ航空の平均機材年齢は18.2年だった。
アロハ航空が以前に使用していたジェット機として、ボーイング737-300やボーイング737-400が存在する。 オフィシャルエアラインガイド（OAG）に掲載されたアロハ航空の飛行スケジュールによれば、これらの航空機はハワイ諸島間飛行で短期間使用されていた。　

## 事故
- アロハ航空243便事故